# Modo di fugoide
In aviazione, il modo di fugoide (talvolta detto anche "modo di lungo periodo", "moto fugoide" o semplicemente "fugoide") è uno dei due modi principali sul moto longitudinale di un velivolo ad ala fissa, essendo l'altro il "modo di corto periodo". Esso è il moto di un aeromobile in cui il velivolo beccheggia portando il muso verso l'alto e salendo in quota, per poi portare il muso verso il basso e ridiscendere, il tutto accompagnato da un'accelerazione nella fase di discesa e da una decelerazione nella fase di ascesa. Esso è quindi un moto oscillatorio leggermente smorzato a bassa frequenza in una data velocità e accoppiato con un certo angolo di beccheggio.

## Etimologia
Il termine "fugoide" è stato coniato da Frederick W. Lanchester, l'ingegnere britannico che per primo descrisse dettagliatamente questo fenomeno. Egli utilizzò i due termini greci φυγή (fygí) e εἶδος (eídos), con l'intenzione di creare una parola che significasse quindi, letteralmente, "forma di volo". Solo in seguito Lanchaster si rese conto però che con il termine "fygi", in greco, si intende "volo" nel senso di "fuga".

## Descrizione dettagliata

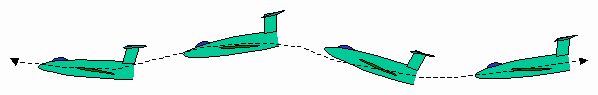
Una rappresentazione del moto fugoide di un aeromobile.

Una particolarità del modo di fugoide è quella di avere un angolo di incidenza pressoché costante durante il suo moto e un continuo cambiamento della direzione di volo, dovuto al cambio di velocità del velivolo rispetto all'aria, e di altitudine. Immaginando un velivolo che procede nella condizione di volo livellato, quando esso subisce una perturbazione che fa ridurre la velocità di una certa quantità, la riduzione nella velocità d'avanzamento si traduce in una diminuzione nella portanza, che fa a sua volta perdere quota al velivolo, con il muso che si porta al di sotto dell'orizzonte; durante la discesa il velivolo accelera fino a una velocità superiore a quella di volo livellato, quindi recupera portanza e inizia una fase di salita riportando il muso al di sopra dell'orizzonte; durante questa fase la velocità diminuisce e l'aeromobile inizia di nuovo a perdere quota, e così via fino al totale smorzamento del moto o all'intervento del pilota. 
Il moto fugoide può essere innescato, ad esempio, da un singolo breve movimento dell'equilibratore in cui il componente viene flesso e rapidamente riportato in posizione centrata: ciò porta infatti a un aumento del beccheggio senza che ci siano cambiamenti nella posizione dei compensatori rispetto alla condizione di crociera. L'aumento del beccheggio porta a una diminuzione della velocità, al passaggio del muso sotto l'orizzonte e a quanto precedentemente spiegato.
I periodi dell'oscillazione possono variare con una durata che va da meno di 30 secondi, per velivoli leggeri e ultraleggeri, fino a qualche minuto, per i grandi aerei di linea. Per ampiezze non troppo grandi, il moto fugoide avviene con un angolo di incidenza quasi costante, con una variazione dell'ordine di pochi decimi di grado ad ogni oscillazione, e l'angolo di stallo non viene mai superato, rendendo quindi possibile volare in maniera stabile, senza stallare.
Volendo realizzare un velivolo che si muova in volo libero con moto fugoide, si può spostare il centro di gravità verso la parte posteriore, a spesa naturalmente della stabilità sull'asse di beccheggio e di imbardata.

## Incidenti
Nell'incidente del Lockheed C-5 Galaxy della United States Air Force avvenuto il 4 aprile 1975, chiamato anche "disastro di Tan Son Nhut", la decompressione esplosiva dovuta al cedimento della serratura che chiudeva la rampa di carico posteriore portò a una perdita del controllo del velivolo, il quale entrò in moto fugoide mentre i piloti tentavano di rientrare alla base cercando di controllare le oscillazioni. L'epilogo dell'incidente fu lo schianto dell'aereo in un campo di riso adiacente all'aeroporto e la morte di 153 dei 328 passeggeri.
Nel 1985, durante il volo Japan Airlines 123, una decompressione esplosiva provocò il distacco dello stabilizzatore verticale e il conseguente danneggiamento dell'impianto idraulico del velivolo, un Boeing 747-SR146. L'aeromobile entrò quindi in moto fugoide ed i piloti, non potendo usare i tradizionali comandi, cercarono di controllare le oscillazioni modulando la potenza dei motori. Anche in questo caso l'epilogo fu tragico, poiché il velivolo perse improvvisamente quota al di sopra di una catena montuosa, schiantandosi e causando la morte di 520 persone.
Un altro caso in cui il velivolo perse i sistemi idraulici fu quello dell'incidente del volo DHL OO-DLL, avvenuto il 22 novembre 2003, quando l'aeromobile, un Airbus A300B4 venne colpito da un missile terra-aria sparato dalla resistenza irachena che danneggiò la semiala sinistra. Governando l'aereo variando la potenza dei motori, l'equipaggio riuscì ad atterrare incolume, e fu la prima volta che ciò accadde per un aereo cargo.
Lo schianto dell'aereo sperimentale a energia solare Helios fu dovuto a una reazione a quello che fu erroneamente identificato come un moto fugoide, la quale portò a sua volta ad un'oscillazione tale da far cedere la struttura dell'aeromobile.
Chesley ("Sully") Sullenberger, comandante del volo US Airways 1549 che il 15 gennaio 2009 ammarò nel fiume Hudson a seguito dell'impatto contro uno stormo di volatili, affermò durante una conferenza che l'impatto con l'acqua avrebbe potuto essere meno violento se il software anti-fugoide installato sull'Airbus A320-214 non gli avesse impedito di ottenere manualmente la massima portanza quattro secondi prima dell'impatto.